# Freedom (Mariam Sengelia-dal)
A Freedom (magyarul: Szabadság) a grúz Mariam Shengelia dala, mellyel Grúziát képviselte a 2025-ös Eurovíziós Dalfesztiválon Bázelben. A dal belső kiválasztás során nyerte el a dalversenyen való indulás jogát.

## Eurovíziós Dalfesztivál
2025. március 14-én a Grúz Közszolgálati Televízió bejelentette, hogy az énekesnő képviseli az országot az Eurovíziós Dalfesztiválon. Sengeliát és a dalt a grúz tévétársaság belső zsűrije választotta ki a dalfesztiválra. A dalt 2025. március 14-én mutatták be a közönségnek az Eurovíziós Dalfesztivál hivatalos YouTube-csatornáján.
A dalt először a május 15-én rendezett második elődöntőben, fellépési sorrendben tizedikként adja elő, a Máltát képviselő Miriana Conte Serving című dala után és a Franciaországot képviselő Louane Maman című dala előtt. Az elődöntőben a nézői szavazatok pontjai alapján a dal nem jutott tovább a május 17-én megrendezésre került döntőbe.

## Háttér
A dal a szabadság szóval nyit grúz nyelven, és költői képeken keresztül festi meg a természet és az identitás kapcsolatát. Sengelia az illatos fűről, az ég harmatáról és a szabadság utáni vágyról énekel, mély érzelmi kapcsot teremtve hazája és az emberi lélek között. A dal mély szeretettel szól Grúziáról, az egyetlen hazáról, amelyet az ember a szívében hordoz, akár a Nap melege, amely a hegyeket és tengereket ragyogja be.
Ahogy a dal kibontakozik, a szöveg a remény és az elszántság üzenetét hordozza, hitet adva az előtte álló úton. A kék és felhőtlen égbolt, a nyugodt, mégis viharos tenger képei tovább mélyítik az érzelmi töltetet. A szöveg a szabadság és a haza iránti tiszta és rendíthetetlen szeretetet hangsúlyozza, miközben az énekesnő kijelenti, hogy számára nincs más gazdagság, amit keresne.

## Dalszöveg
| I’m living my life with my smile Kindness is sense of my style Freedom’s what makes life so mine Home my sweet and marvelous home Meadows and mountains to roam This is my wealth and my throne – A dal refrénje | A mosolyommal élem az életemet A kedvesség a stílusom érzéke A szabadság az, ami az életet a sajátommá teszi Otthon, édes és csodálatos otthonom Réteken és hegyeken keresztül barangolni Ez az én jólétem és a trónom – A dal refrénje magyarul |

## Galéria

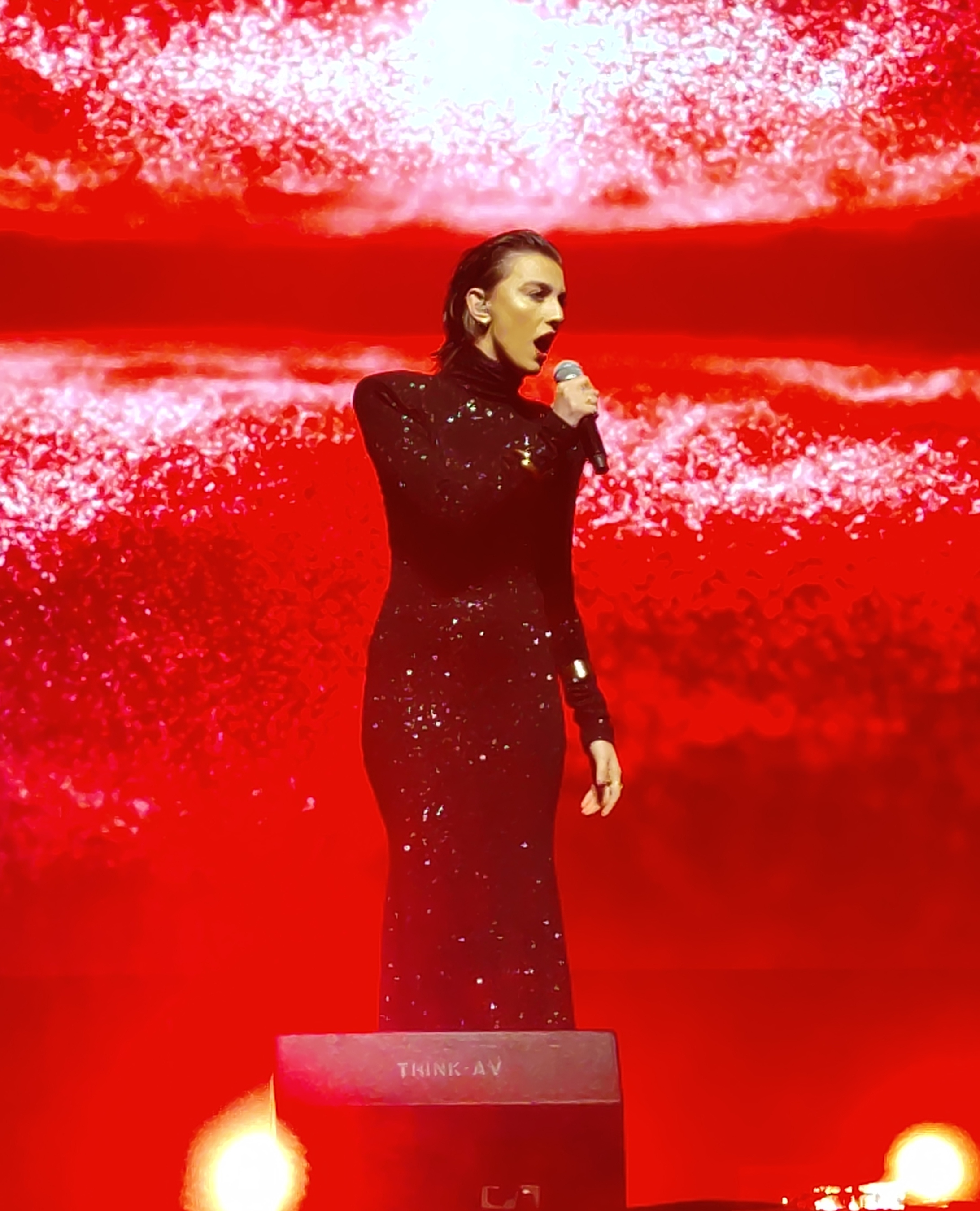
Az amszterdami eurovíziós partin
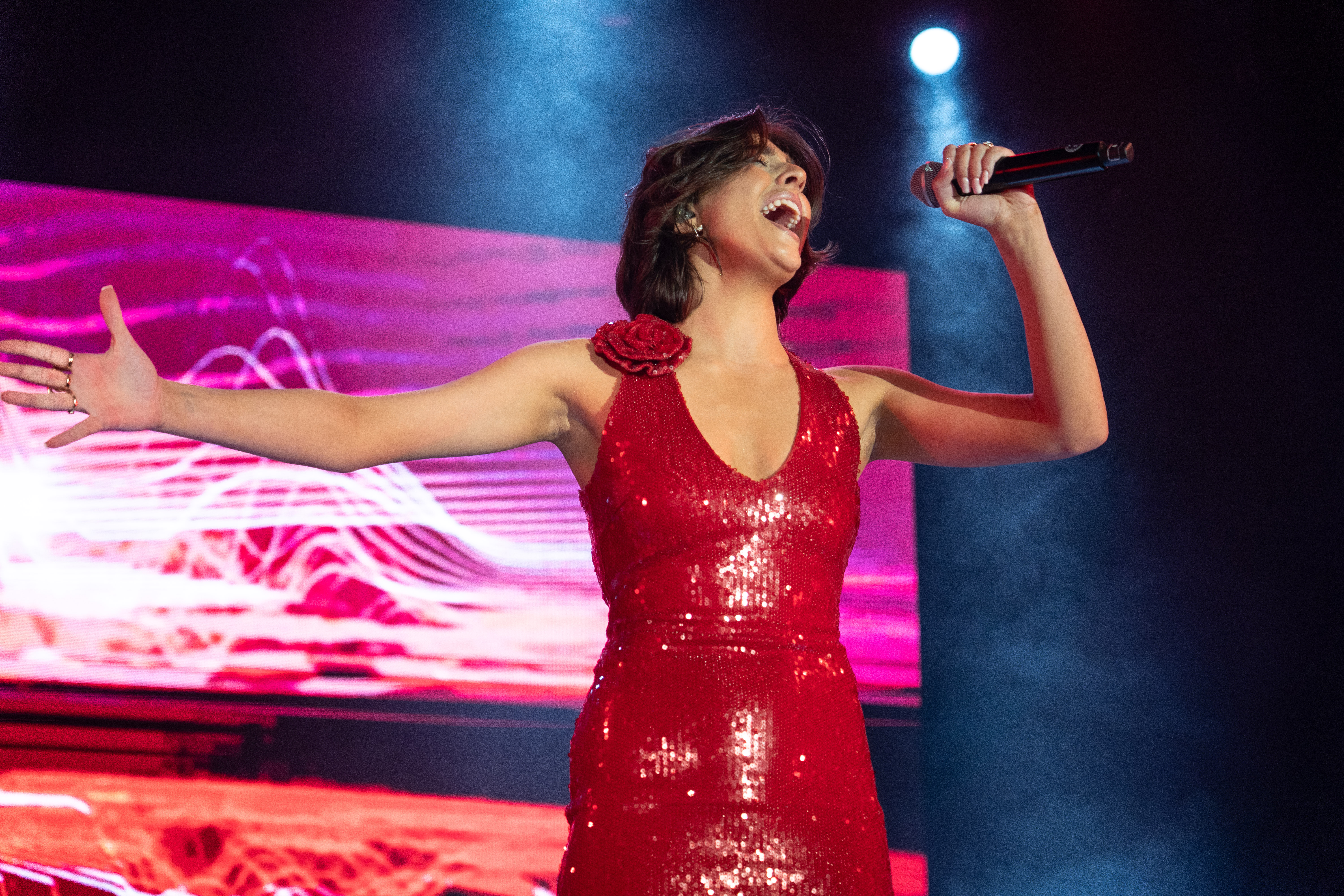
A madridi eurovíziós partin
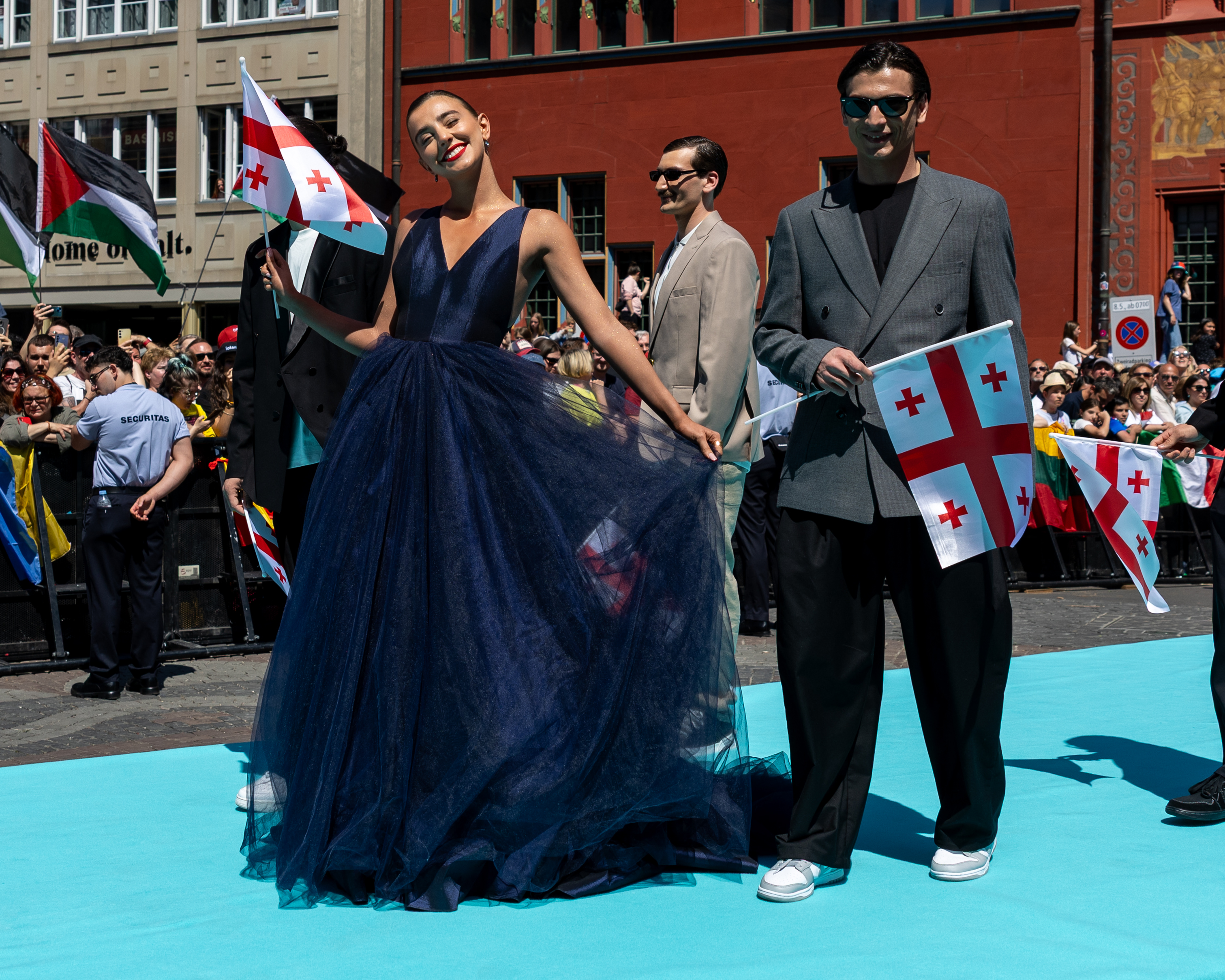
A megnyitóünnepségen
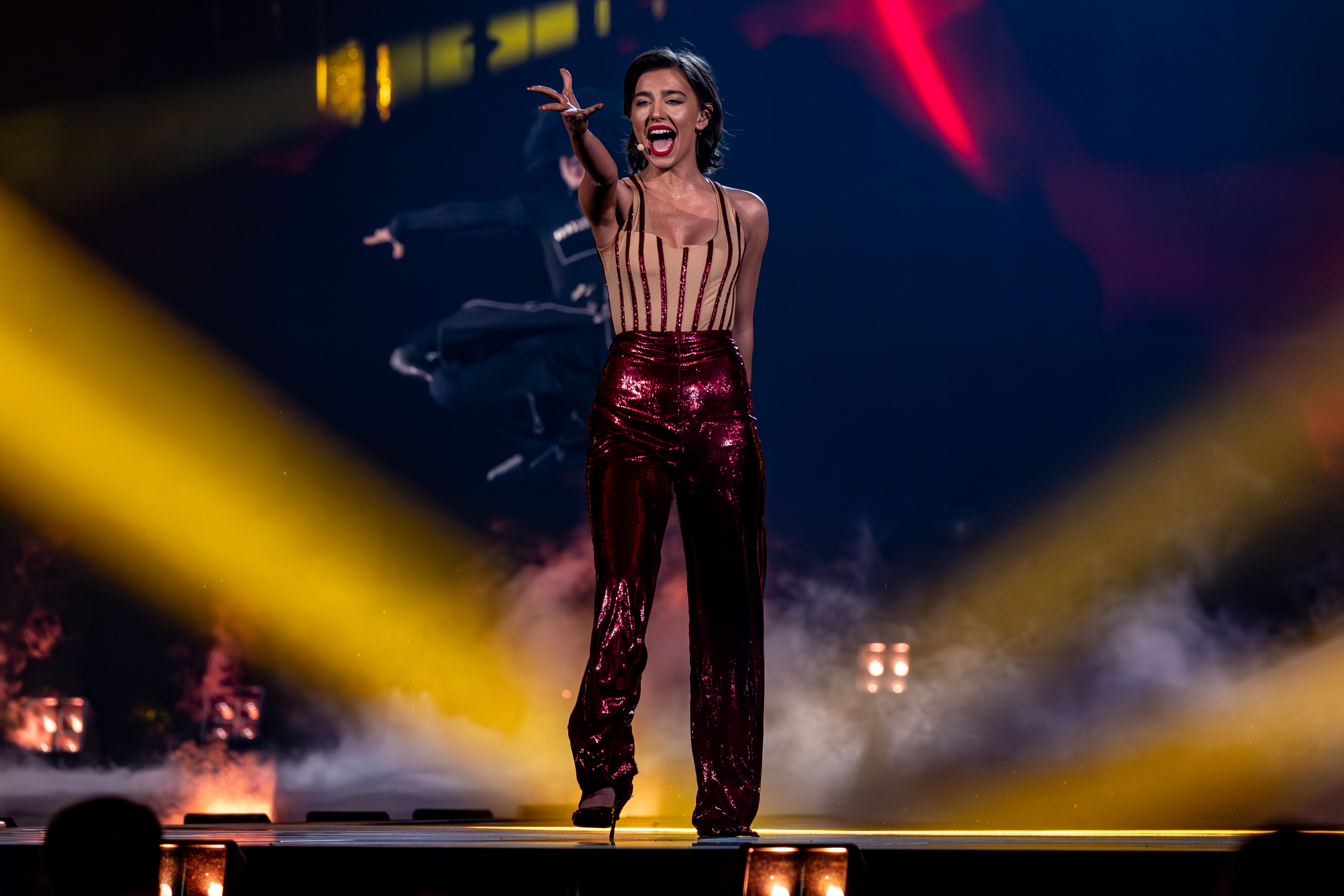
Az elődöntőben